# Wereldbeker alpineskiën 2012/2013
Het FIS wereldbeker alpineskiën seizoen 2012/2013 was het 47e seizoen sinds het seizoen 1966/1967 en werd op zaterdag 27 oktober 2012 geopend met de traditionele reuzenslalom voor vrouwen in het Oostenrijkse skioord Sölden in Tirol, een dag later begonnen ook de mannen aan hun seizoen met de reuzenslalom. Het seizoen werd op zondag 17 maart 2012 afgesloten met een reuzenslalom voor vrouwen en een slalom voor mannen in het Zwitserse Lenzerheide.
Op 1 januari in het Olympiapark van München en op 29 januari in Moskou vond onder de naam City Event een Parallelslalom plaats. Tot deze wedstrijd werden de beste 16 mannen en vrouwen van het slalomklassement toegelaten, de uitslag van deze wedstrijd telde mee voor zowel het slalom klassement als het algemeen klassement.
De alpineskiër die op het einde van het seizoen de meeste punten had verzameld, won de algemene wereldbeker. Ook per discipline werd een apart wereldbekerklassement opgemaakt. De Oostenrijker Marcel Hirscher en de Sloveense Tina Maze wonnen de algemene wereldbeker.

## Mannen

### Kalender
| Datum | Plaats                 | Onderdeel        | Eerste                        | Tweede             | Derde                      |
| --- | ---------------------- | ---------------- | ----------------------------- | ------------------ | -------------------------- |
| 28/10/2012 | Sölden                 | Reuzenslalom     | Ted Ligety                    | Manfred Mölgg      | Marcel Hirscher            |
| 11/11/2012 | Levi                   | Slalom           | André Myhrer                  | Marcel Hirscher    | Jens Byggmark              |
| 24/11/2012 | Lake Louise            | Afdaling         | Aksel Lund Svindal            | Max Franz          | Marco Sullivan Klaus Kröll |
| 25/11/2012 | Lake Louise            | Super G          | Aksel Lund Svindal            | Adrien Théaux      | Joachim Puchner            |
| 30/11/2012 | Beaver Creek           | Afdaling         | Christof Innerhofer           | Aksel Lund Svindal | Kjetil Jansrud             |
| 01/12/2012 | Beaver Creek           | Super G          | Matteo Marsaglia              | Aksel Lund Svindal | Hannes Reichelt            |
| 02/12/2012 | Beaver Creek           | Reuzenslalom     | Ted Ligety                    | Marcel Hirscher    | Davide Simoncelli          |
| 08/12/2012 | Val-d'Isère            | Slalom           | Alexis Pinturault             | Felix Neureuther   | Marcel Hirscher            |
| 09/12/2012 | Val-d'Isère            | Reuzenslalom     | Marcel Hirscher               | Stefan Luitz       | Ted Ligety                 |
| 14/12/2012 | Val Gardena            | Super G          | Aksel Lund Svindal            | Matteo Marsaglia   | Werner Heel                |
| 15/12/2012 | Val Gardena            | Afdaling         | Steven Nyman                  | Rok Perko          | Erik Guay                  |
| 16/12/2012 | Alta Badia             | Reuzenslalom     | Ted Ligety                    | Marcel Hirscher    | Thomas Fanara              |
| 18/12/2012 | Madonna di Campiglio   | Slalom           | Marcel Hirscher               | Felix Neureuther   | Naoki Yuasa                |
| 29/12/2012 | Bormio                 | Afdaling         | Hannes Reichelt Dominik Paris | Niet uitgereikt    | Aksel Lund Svindal         |
| 01/01/2013 | München                | City Event       | Felix Neureuther              | Marcel Hirscher    | Alexis Pinturault          |
| 06/01/2013 | Zagreb                 | Slalom           | Marcel Hirscher               | André Myhrer       | Mario Matt                 |
| 12/01/2013 | Adelboden              | Reuzenslalom     | Ted Ligety                    | Fritz Dopfer       | Felix Neureuther           |
| 13/01/2013 | Adelboden              | Slalom           | Marcel Hirscher               | Mario Matt         | Manfred Mölgg              |
| 18/01/2013 | Wengen                 | Super Combinatie | Alexis Pinturault             | Ivica Kostelić     | Carlo Janka                |
| 19/01/2013 | Wengen                 | Afdaling         | Christof Innerhofer           | Klaus Kröll        | Hannes Reichelt            |
| 20/01/2013 | Wengen                 | Slalom           | Felix Neureuther              | Marcel Hirscher    | Ivica Kostelić             |
| 25/01/2013 | Kitzbühel              | Super G          | Aksel Lund Svindal            | Matthias Mayer     | Christof Innerhofer        |
| 26/01/2013 | Kitzbühel              | Afdaling         | Dominik Paris                 | Erik Guay          | Hannes Reichelt            |
| 27/01/2013 | Kitzbühel              | Slalom           | Marcel Hirscher               | Felix Neureuther   | Ivica Kostelić             |
| 27/01/2013 | Kitzbühel              | Combinatie       | Ivica Kostelić                | Alexis Pinturault  | Thomas Mermillod Blondin   |
| 29/01/2013 | Moskou                 | City Event       | Marcel Hirscher               | André Myhrer       | Ivica Kostelić             |
| 5 tot en met 17 februari 2013: Wereldkampioenschappen alpineskiën 2013 in Schladming (telt niet mee voor wereldbeker) |                        |                  |                               |                    |                            |
| 23/02/2013 | Garmisch-Partenkirchen | Afdaling         | Christof Innerhofer           | Georg Streitberger | Klaus Kröll                |
| 24/02/2013 | Garmisch-Partenkirchen | Reuzenslalom     | Alexis Pinturault             | Marcel Hirscher    | Ted Ligety                 |
| 02/03/2013 | Kvitfjell              | Afdaling         | Adrien Théaux                 | Aksel Lund Svindal | Klaus Kröll                |
| 03/03/2013 | Kvitfjell              | Super G          | Aksel Lund Svindal            | Georg Streitberger | Werner Heel                |
| 09/03/2013 | Kranjska Gora          | Reuzenslalom     | Ted Ligety                    | Marcel Hirscher    | Alexis Pinturault          |
| 10/03/2013 | Kranjska Gora          | Slalom           | Ivica Kostelić                | Marcel Hirscher    | Mario Matt                 |
| 13/03/2013 | Lenzerheide            | Afdaling         | Afgelast                      | Afgelast           | Afgelast                   |
| 14/03/2013 | Lenzerheide            | Super G          | Afgelast                      | Afgelast           | Afgelast                   |
| 16/03/2013 | Lenzerheide            | Reuzenslalom     | Ted Ligety                    | Marcel Hirscher    | Alexis Pinturault          |
| 17/03/2013 | Lenzerheide            | Slalom           | Felix Neureuther              | Marcel Hirscher    | Ivica Kostelić             |

### Eindstanden
| Algemeen klassement | Algemeen klassement | Algemeen klassement | Algemeen klassement | Algemeen klassement | Algemeen klassement | Algemeen klassement | Algemeen klassement | Algemeen klassement | Algemeen klassement | Algemeen klassement | Algemeen klassement |
| #                   | Naam                | Land                | Punten              | #                   | Naam                | Land                | Punten              | #                   | Naam                | Land                | Punten              |
| ------------------- | ------------------- | ------------------- | ------------------- | ------------------- | ------------------- | ------------------- | ------------------- | ------------------- | ------------------- | ------------------- | ------------------- |
| 1                   | Marcel Hirscher     | AUT                 | 1535                | 11                  | Fritz Dopfer        | GER                 | 490                 | 21                  | Mario Matt          | AUT                 | 309                 |
| 2                   | Aksel Lund Svindal  | NOR                 | 1226                | 12                  | Klaus Kröll         | AUT                 | 485                 | 22                  | Steve Missillier    | FRA                 | 303                 |
| 3                   | Ted Ligety          | USA                 | 1022                | 13                  | Kjetil Jansrud      | NOR                 | 473                 | 23                  | Johan Clarey        | FRA                 | 282                 |
| 4                   | Felix Neureuther    | GER                 | 948                 | 14                  | Dominik Paris       | ITA                 | 462                 | 24                  | Joachim Puchner     | AUT                 | 278                 |
| 5                   | Ivica Kostelić      | CRO                 | 900                 | 15                  | Adrien Théaux       | FRA                 | 443                 | 25                  | Jens Byggmark       | SWE                 | 274                 |
| 6                   | Alexis Pinturault   | FRA                 | 790                 | 16                  | Werner Heel         | ITA                 | 408                 | 26                  | Max Franz           | AUT                 | 269                 |
| 7                   | Manfred Mölgg       | ITA                 | 636                 | 17                  | Matthias Mayer      | AUT                 | 382                 | 27                  | Romed Baumann       | AUT                 | 257                 |
| 8                   | Hannes Reichelt     | AUT                 | 595                 | 18                  | Erik Guay           | CAN                 | 378                 | 27                  | Matteo Marsaglia    | ITA                 | 257                 |
| 9                   | André Myhrer        | SWE                 | 575                 | 19                  | Georg Streitberger  | AUT                 | 356                 | 29                  | Thomas Fanara       | FRA                 | 236                 |
| 10                  | Christof Innerhofer | ITA                 | 522                 | 20                  | Benjamin Raich      | AUT                 | 344                 | 30                  | Didier Défago       | SUI                 | 217                 |

| Afdaling | Afdaling            | Afdaling | Afdaling |
| #        | Naam                | Land     | Punten   |
| -------- | ------------------- | -------- | -------- |
| 1        | Aksel Lund Svindal  | NOR      | 439      |
| 2        | Klaus Kröll         | AUT      | 381      |
| 3        | Dominik Paris       | ITA      | 378      |
| 4        | Christof Innerhofer | ITA      | 370      |
| 5        | Hannes Reichelt     | AUT      | 290      |
| 6        | Erik Guay           | CAN      | 267      |
| 7        | Adrien Théaux       | FRA      | 232      |
| 8        | Georg Streitberger  | AUT      | 205      |
| 9        | Max Franz           | AUT      | 201      |
| 10       | Kjetil Jansrud      | NOR      | 184      |
| 10       | Werner Heel         | ITA      | 184      |

| Super G | Super G            | Super G | Super G |
| #       | Naam               | Land    | Punten  |
| ------- | ------------------ | ------- | ------- |
| 1       | Aksel Lund Svindal | NOR     | 480     |
| 2       | Matteo Marsaglia   | ITA     | 249     |
| 3       | Matthias Mayer     | AUT     | 228     |
| 4       | Werner Heel        | ITA     | 224     |
| 5       | Adrien Théaux      | FRA     | 191     |
| 6       | Hannes Reichelt    | AUT     | 161     |
| 7       | Ted Ligety         | USA     | 159     |
| 8       | Kjetil Jansrud     | NOR     | 154     |
| 8       | Joachim Puchner    | AUT     | 154     |
| 10      | Georg Streitberger | AUT     | 151     |

| Combinatie | Combinatie               | Combinatie | Combinatie |
| #          | Naam                     | Land       | Punten     |
| ---------- | ------------------------ | ---------- | ---------- |
| 1          | Ivica Kostelić           | CRO        | 180        |
| 1          | Alexis Pinturault        | FRA        | 180        |
| 3          | Thomas Mermillod Blondin | FRA        | 96         |
| 4          | Carlo Janka              | SUI        | 86         |
| 5          | Aksel Lund Svindal       | NOR        | 63         |
| 6          | Romed Baumann            | AUT        | 59         |
| 7          | Andreas Romar            | FIN        | 56         |
| 8          | Benjamin Raich           | AUT        | 50         |
| 9          | Matthias Mayer           | AUT        | 47         |
| 10         | Christof Innerhofer      | ITA        | 45         |

| Reuzenslalom | Reuzenslalom        | Reuzenslalom | Reuzenslalom |
| #            | Naam                | Land         | Punten       |
| ------------ | ------------------- | ------------ | ------------ |
| 1            | Ted Ligety          | USA          | 720          |
| 2            | Marcel Hirscher     | AUT          | 575          |
| 3            | Alexis Pinturault   | FRA          | 326          |
| 4            | Manfred Mölgg       | ITA          | 301          |
| 5            | Thomas Fanara       | FRA          | 236          |
| 6            | Felix Neureuther    | GER          | 232          |
| 7            | Aksel Lund Svindal  | NOR          | 229          |
| 8            | Marcus Sandell      | FIN          | 197          |
| 9            | Fritz Dopfer        | GER          | 182          |
| 10           | Philipp Schörghofer | AUT          | 176          |

| Slalom | Slalom            | Slalom | Slalom |
| #      | Naam              | Land   | Punten |
| ------ | ----------------- | ------ | ------ |
| 1      | Marcel Hirscher   | AUT    | 960    |
| 2      | Felix Neureuther  | GER    | 716    |
| 3      | Ivica Kostelić    | CRO    | 535    |
| 4      | André Myhrer      | SWE    | 532    |
| 5      | Manfred Mölgg     | ITA    | 335    |
| 6      | Mario Matt        | AUT    | 309    |
| 7      | Fritz Dopfer      | GER    | 308    |
| 8      | Jens Byggmark     | SWE    | 274    |
| 9      | Alexis Pinturault | FRA    | 264    |
| 10     | Mattias Hargin    | SWE    | 200    |

## Vrouwen

### Kalender
| Datum | Plaats                 | Onderdeel        | Eerste                           | Tweede                           | Derde                            |
| --- | ---------------------- | ---------------- | -------------------------------- | -------------------------------- | -------------------------------- |
| 27/10/2012 | Sölden                 | Reuzenslalom     | Tina Maze                        | Kathrin Zettel                   | Stefanie Köhle                   |
| 10/11/2012 | Levi                   | Slalom           | Maria Höfl-Riesch                | Tanja Poutiainen                 | Mikaela Shiffrin                 |
| 24/11/2012 | Aspen                  | Reuzenslalom     | Tina Maze                        | Kathrin Zettel                   | Viktoria Rebensburg              |
| 25/11/2012 | Aspen                  | Slalom           | Kathrin Zettel                   | Marlies Schild                   | Tina Maze                        |
| 30/11/2012 | Lake Louise            | Afdaling         | Lindsey Vonn                     | Stacey Cook                      | Maria Höfl-Riesch Tina Weirather |
| 01/12/2012 | Lake Louise            | Afdaling         | Lindsey Vonn                     | Stacey Cook                      | Marianne Kaufmann-Abderhalden    |
| 02/12/2012 | Lake Louise            | Super G          | Lindsey Vonn                     | Julia Mancuso                    | Anna Fenninger                   |
| 07/12/2012 | Sankt Moritz           | Super Combinatie | Tina Maze                        | Nicole Hosp                      | Kathrin Zettel                   |
| 08/12/2012 | Sankt Moritz           | Super G          | Lindsey Vonn                     | Tina Maze                        | Julia Mancuso                    |
| 09/12/2012 | Sankt Moritz           | Reuzenslalom     | Tina Maze                        | Viktoria Rebensburg              | Tessa Worley                     |
| 14/12/2012 | Val-d'Isère            | Afdaling         | Lara Gut                         | Leanne Smith                     | Nadja Kamer                      |
| 15/12/2012 | Val-d'Isère            | Super G          | Afgelast wegens hevige sneeuwval | Afgelast wegens hevige sneeuwval | Afgelast wegens hevige sneeuwval |
| 16/12/2012 | Courchevel             | Reuzenslalom     | Tina Maze                        | Kathrin Zettel                   | Tessa Worley                     |
| 19/12/2012 | Åre                    | Reuzenslalom     | Viktoria Rebensburg              | Anna Fenninger                   | Tina Maze                        |
| 20/12/2012 | Åre                    | Slalom           | Mikaela Shiffrin                 | Frida Hansdotter                 | Tina Maze                        |
| 28/12/2012 | Semmering              | Reuzenslalom     | Anna Fenninger                   | Tina Maze                        | Tessa Worley                     |
| 29/12/2012 | Semmering              | Slalom           | Veronika Velez Zuzulová          | Kathrin Zettel                   | Tina Maze                        |
| 01/01/2013 | München                | City Event       | Veronika Velez Zuzulová          | Tina Maze                        | Michaela Kirchgasser             |
| 04/01/2013 | Zagreb                 | Slalom           | Mikaela Shiffrin                 | Frida Hansdotter                 | Erin Mielzynski                  |
| 12/01/2013 | Sankt Anton            | Afdaling         | Alice McKennis                   | Daniela Merighetti               | Anna Fenninger                   |
| 13/01/2013 | Sankt Anton            | Super G          | Tina Maze                        | Anna Fenninger                   | Fabienne Suter                   |
| 15/01/2013 | Flachau                | Slalom           | Mikaela Shiffrin                 | Frida Hansdotter                 | Tanja Poutiainen                 |
| 19/01/2013 | Cortina d'Ampezzo      | Afdaling         | Lindsey Vonn                     | Tina Maze                        | Leanne Smith                     |
| 20/01/2013 | Cortina d'Ampezzo      | Super G          | Viktoria Rebensburg              | Nicole Schmidhofer               | Tina Maze                        |
| 26/01/2013 | Maribor                | Reuzenslalom     | Lindsey Vonn                     | Tina Maze                        | Anna Fenninger                   |
| 27/01/2013 | Maribor                | Slalom           | Tina Maze                        | Frida Hansdotter                 | Kathrin Zettel                   |
| 29/01/2013 | Moskou                 | City Event       | Lena Dürr                        | Veronika Velez Zuzulová          | Mikaela Shiffrin                 |
| 5 tot en met 17 februari 2013: Wereldkampioenschappen alpineskiën 2013 in Schladming (telt niet mee voor wereldbeker) |                        |                  |                                  |                                  |                                  |
| 23/02/2013 | Méribel                | Afdaling         | Carolina Ruiz Castillo           | Maria Höfl-Riesch                | Marie Marchand-Arvier            |
| 24/02/2013 | Méribel                | Super Combinatie | Tina Maze                        | Nicole Hosp                      | Michaela Kirchgasser             |
| 01/03/2013 | Garmisch-Partenkirchen | Super G          | Tina Weirather                   | Julia Mancuso Tina Maze          |                                  |
| 02/03/2013 | Garmisch-Partenkirchen | Afdaling         | Tina Maze                        | Laurenne Ross                    | Maria Höfl-Riesch                |
| 03/03/2013 | Garmisch-Partenkirchen | Super G          | Anna Fenninger                   | Maria Höfl-Riesch                | Julia Mancuso                    |
| 09/03/2013 | Ofterschwang           | Reuzenslalom     | Anna Fenninger                   | Tina Maze                        | Viktoria Rebensburg              |
| 10/03/2013 | Ofterschwang           | Slalom           | Tina Maze                        | Wendy Holdener                   | Mikaela Shiffrin                 |
| 13/03/2013 | Lenzerheide            | Afdaling         | Afgelast                         | Afgelast                         | Afgelast                         |
| 14/03/2013 | Lenzerheide            | Super G          | Afgelast                         | Afgelast                         | Afgelast                         |
| 16/03/2013 | Lenzerheide            | Slalom           | Mikaela Shiffrin                 | Bernadette Schild                | Tina Maze                        |
| 17/03/2013 | Lenzerheide            | Reuzenslalom     | Tina Maze                        | Tessa Worley                     | Lara Gut                         |

### Eindstanden
| Algemeen klassement | Algemeen klassement | Algemeen klassement | Algemeen klassement | Algemeen klassement | Algemeen klassement     | Algemeen klassement | Algemeen klassement | Algemeen klassement | Algemeen klassement    | Algemeen klassement | Algemeen klassement |
| #                   | Naam                | Land                | Punten              | #                   | Naam                    | Land                | Punten              | #                   | Naam                   | Land                | Punten              |
| ------------------- | ------------------- | ------------------- | ------------------- | ------------------- | ----------------------- | ------------------- | ------------------- | ------------------- | ---------------------- | ------------------- | ------------------- |
| 1                   | Tina Maze           | SLO                 | 2414                | 11                  | Tessa Worley            | FRA                 | 512                 | 21                  | Marie-Michèle Gagnon   | CAN                 | 349                 |
| 2                   | Maria Höfl-Riesch   | GER                 | 1101                | 12                  | Veronika Velez Zuzulová | SVK                 | 500                 | 22                  | Iren Curtoni           | ITA                 | 323                 |
| 3                   | Anna Fenninger      | AUT                 | 1029                | 13                  | Tanja Poutiainen        | FIN                 | 460                 | 22                  | Carolina Ruiz Castillo | ESP                 | 323                 |
| 4                   | Julia Mancuso       | USA                 | 867                 | 14                  | Michaela Kirchgasser    | AUT                 | 448                 | 24                  | Lena Dürr              | GER                 | 314                 |
| 5                   | Mikaela Shiffrin    | USA                 | 822                 | 15                  | Dominique Gisin         | SUI                 | 435                 | 25                  | Leanne Smith           | USA                 | 310                 |
| 6                   | Viktoria Rebensburg | GER                 | 787                 | 16                  | Nicole Hosp             | AUT                 | 423                 | 26                  | Laurenne Ross          | USA                 | 292                 |
| 7                   | Kathrin Zettel      | AUT                 | 759                 | 17                  | Maria Pietilä-Holmner   | SWE                 | 406                 | 27                  | Marion Rolland         | FRA                 | 273                 |
| 8                   | Lindsey Vonn        | USA                 | 740                 | 18                  | Tina Weirather          | LIE                 | 395                 | 28                  | Marie Marchand-Arvier  | FRA                 | 269                 |
| 9                   | Lara Gut            | SUI}                | 662                 | 19                  | Elisabeth Görgl         | AUT                 | 381                 | 28                  | Fabienne Suter         | SUI                 | 269                 |
| 10                  | Frida Hansdotter    | SWE                 | 615                 | 20                  | Wendy Holdener          | SUI                 | 359                 | 30                  | Daniela Merighetti     | ITA                 | 266                 |

| Afdaling | Afdaling           | Afdaling | Afdaling |
| #        | Naam               | Land     | Punten   |
| -------- | ------------------ | -------- | -------- |
| 1        | Lindsey Vonn       | USA      | 340      |
| 2        | Tina Maze          | SLO      | 339      |
| 3        | Maria Höfl-Riesch  | GER      | 272      |
| 4        | Stacey Cook        | USA      | 244      |
| 5        | Lara Gut           | SUI      | 228      |
| 6        | Tina Weirather     | LIE      | 224      |
| 7        | Daniela Merighetti | ITA      | 216      |
| 8        | Anna Fenninger     | AUT      | 209      |
| 9        | Julia Mancuso      | USA      | 202      |
| 10       | Alice McKennis     | USA      | 198      |

| Super G | Super G             | Super G | Super G |
| #       | Naam                | Land    | Punten  |
| ------- | ------------------- | ------- | ------- |
| 1       | Tina Maze           | SLO     | 420     |
| 2       | Julia Mancuso       | USA     | 365     |
| 3       | Anna Fenninger      | AUT     | 304     |
| 4       | Lindsey Vonn        | USA     | 286     |
| 5       | Maria Höfl-Riesch   | GER     | 251     |
| 6       | Viktoria Rebensburg | GER     | 246     |
| 7       | Fabienne Suter      | SUI     | 195     |
| 8       | Nicole Schmidhofer  | AUT     | 149     |
| 9       | Tina Weirather      | LIE     | 147     |
| 10      | Lara Gut            | SUI     | 144     |

| Combinatie | Combinatie           | Combinatie | Combinatie |
| #          | Naam                 | Land       | Punten     |
| ---------- | -------------------- | ---------- | ---------- |
| 1          | Tina Maze            | SLO        | 200        |
| 2          | Nicole Hosp          | AUT        | 160        |
| 3          | Michaela Kirchgasser | AUT        | 89         |
| 4          | Lara Gut             | SUI        | 77         |
| 4          | Marie-Michèle Gagnon | CAN        | 77         |
| 6          | Julia Mancuso        | USA        | 74         |
| 7          | Elena Curtoni        | ITA        | 62         |
| 8          | Kathrin Zettel       | AUT        | 60         |
| 9          | Maria Höfl-Riesch    | GER        | 50         |
| 10         | Lena Dürr            | GER        | 40         |
| 10         | Veronique Hronek     | GER        | 40         |

| Reuzenslalom | Reuzenslalom            | Reuzenslalom | Reuzenslalom |
| #            | Naam                    | Land         | Punten       |
| ------------ | ----------------------- | ------------ | ------------ |
| 1            | Tina Maze               | SLO          | 800          |
| 2            | Anna Fenninger          | AUT          | 480          |
| 3            | Viktoria Rebensburg     | GER          | 411          |
| 4            | Tessa Worley            | FRA          | 383          |
| 5            | Kathrin Zettel          | AUT          | 382          |
| 6            | Maria Höfl-Riesch       | GER          | 213          |
| 6            | Lara Gut                | SUI          | 213          |
| 8            | Jessica Lindell-Vikarby | SWE          | 201          |
| 9            | Irene Curtoni           | ITA          | 193          |
| 10           | Dominique Gisin         | SUI          | 190          |

| Slalom | Slalom                  | Slalom | Slalom |
| #      | Naam                    | Land   | Punten |
| ------ | ----------------------- | ------ | ------ |
| 1      | Mikaela Shiffrin        | USA    | 688    |
| 2      | Tina Maze               | SLO    | 655    |
| 3      | Veronika Velez Zuzulová | SVK    | 500    |
| 4      | Frida Hansdotter        | SWE    | 435    |
| 5      | Tanja Poutiainen        | FIN    | 354    |
| 6      | Wendy Holdener          | SUI    | 334    |
| 7      | Maria Pietilä-Holmner   | SWE    | 330    |
| 8      | Kathrin Zettel          | AUT    | 317    |
| 9      | Maria Höfl-Riesch       | GER    | 315    |
| 10     | Bernadette Schild       | AUT    | 263    |

## Landenwedstrijd
| Datum      | Plaats      | Onderdeel | Eerste                                                                                 | Tweede                                                                                                  | Derde |
| ---------- | ----------- | --------- | -------------------------------------------------------------------------------------- | --- | --- |
| 15/03/2012 | Lenzerheide | Team      | Duitsland Lena Dürr Veronique Hronek Viktoria Rebensburg Fritz Dopfer Felix Neureuther | Zweden Therese Borssén Frida Hansdotter Maria Pietilä-Holmner Jens Byggmark Mattias Hargin André Myhrer | Oostenrijk Nicole Hosp Michaela Kirchgasser Carmen Thalmann Marcel Mathis Christoph Nösig Philipp Schörghofer |